# Zakład Kredytowy Włościański
Zakład Kredytowy Włościański – bank działający w Galicji w latach 1868-1884.
Bank potocznie zwany bankiem włościańskim powstał w Galicji w 1868 roku. Udzielał pożyczek przede wszystkim chłopom, kredyt długoterminowy zabezpieczany był posiadaną przez pożyczkobiorcę nieruchomością. Przeciętnie odsetki od kredytu wynosiły od 10-12%. Oprocentowanie w porównaniu z kredytem dla ziemian było wysokie, ale znacznie tańsze niż prywatne pożyczkami lichwiarskie do zaciągania których trudna sytuacja materialna zmuszała chłopów. Bank włościański upadł w 1884 roku. W czasie swego istnienia udzielił ponad 70 tys. pożyczek na sumę około 15 milionów złotych reńskich.